# Nolina lindheimeriana
Nolina lindheimeriana ist eine Pflanzenart der Gattung Nolina in der Familie der Spargelgewächse (Asparagaceae). Englische Trivialnamen sind „Lindheimer’s Beargrass“, „Texas Ribbon Grass“ und „Devil’s-Shoestring“. Das Epitheton der Art ehrt den deutschamerikanischen Botaniker Ferdinand Lindheimer.

## Beschreibung
Nolina lindheimeriana wächst stammlos und bildet Horste von 1 bis 2 m Durchmesser. Die variablen, grasähnlichen, auf den Boden herabfallenden, grünen bis gelben Laubblätter sind 30 bis 100 cm lang und 3 bis 12 mm breit. Die Blattränder sind gezähnt.
Der verzweigte Blütenstand wird 1 bis 2 m lang. Die gelben bis cremefarbenen Blüten sind 1,8 bis 2,5 mm lang und breit. Die Blühperiode reicht von April bis Mai.
Die in der Reife etwas gedrückten bis runden holzigen Kapselfrüchte sind 7 bis 10 mm im Durchmesser. Die braunen, kugeligen Samen sind 2 bis 3 mm im Durchmesser. Die Samenreife ist im Juli.
Nolina lindheimeriana ist frosthart bis minus 12 °C. Sie ist in Europa kaum bekannt.

## Verbreitung, Systematik und Gefährdung
Nolina lindheimeriana ist im US-Bundesstaat Texas und in Mexiko im Bundesstaat Zacatecas in einem begrenzten Gebiet in Höhenlagen von 400 bis 600 m verbreitet, wo sie auf Kalkhügeln und in offenem Waldland wächst. Sie ist vergesellschaftet mit Yucca rupicola, der Naturhybride Yucca × keithii und verschiedenen Opuntia-Arten.
Die Erstbeschreibung als Dasylirion lindheimerianum erfolgte 1853 durch Adolf Scheele. Sereno Watson stellte sie 1879 in die Gattung Nolina. Ein Synonym ist Beaucarnea lindheimeriana (Scheele) Baker.
Sie ähnelt Nolina texana, einem Vertreter der Sektion Erumpentes, weist jedoch Unterschiede in Blütenstand und Blattstruktur auf.
Nolina lindheimeriana ist durch Neuansiedlungen stark gefährdet.

## Bilder

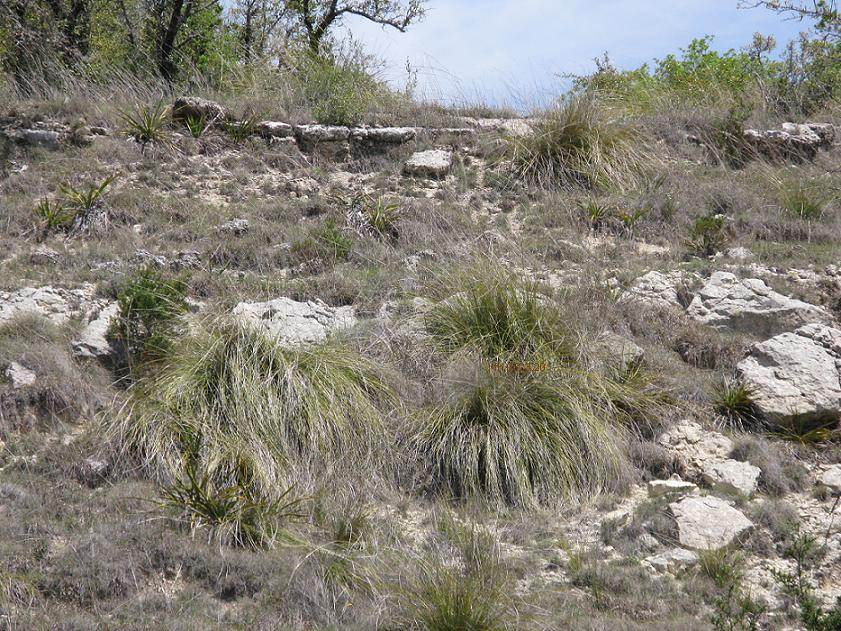
Kleine Gruppe
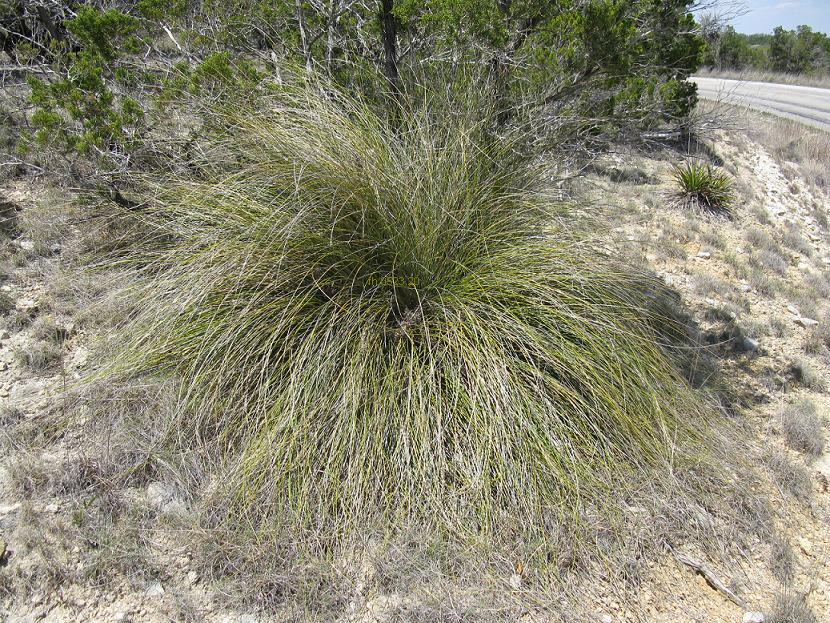
Typische Pflanze

## Nachweise